# Fist for Fight
Fist For Fight prvi je studijski album švedskog power metal sastava Sabaton.
To je zapravo kompilacija dvije demosnimke koje je sastav objavio 1999. i 2000. godine, a zatim ih je objavio na jednom CD-u. Godine 2001. ga je ponovno izdala talijanska izdavačka kuća Underground Symphony. To izdanje je rasprodano jer je izdan samo ograničen broj albuma.

## Popis pjesama
1. "Introduction" – 0:53
2. "Hellrider" – 3:45
3. "Endless Nights" – 4:48
4. "Metalizer" – 4:42
5. "Burn Your Crosses" – 5:27
6. "The Hammer Has Fallen" – 5:46
7. "Hail to the King" – 4:09
8. "Shadows" – 3:32
9. "Thunderstorm" – 3:07
10. "Masters of the World" – 3:57
11. "Guten Nacht" (bonus pjesma) – 1:11
12. "Birds of War" (prije nedostupna) - 4:53.

## Izvođači
- Joakim Brodén - vokali
- Rickard Sundén - gitara
- Oskar Montelius - gitara
- Pär Sundström - bas-gitara
- Daniel Mullback - bubnjevi